# Heterosmilax paniculata
Heterosmilax paniculata är en enhjärtbladig växtart som beskrevs av François Gagnepain. Heterosmilax paniculata ingår i släktet Heterosmilax och familjen Smilacaceae. Inga underarter finns listade.